# Finlands erobring af Østkarelen
Finlands erobring af Østkarelen var en militær kampagne, som Finland gennemførte i 1941. Den var en del af det, som almindeligvis kaldes fortsættelseskrigen. Finske tropper besatte det sovjetiske Østkarelen og holdt det indtil deres tilbagetrækning i 1944.

## Offensiven indledes
Efter den første måned af fortsættelseskrigen havde den Karelske Hær forholdt sig roligt i en måneds tid, fået forstærkninger og forsyninger og havde forberedt sig på fortsættelsen af dens offensiv, mens den finske hær havde generobret det Karelske næs. De sovjetiske tropper havde også forberedt nye befæstninger og bragt nye tropper frem til fronten. Da omringningerne på den vestlige bred af Ladoga søen var tilendebragt, blev den 7. finske division overført til området mellem 6. og 7. Korps, hvor den kunne bistå begge.

### Fremrykningen til Svir
Den finske offensiv blev indledt i de tidlige timer den 4. september ved Tuulos, da den hidtil kraftigste artilleribeskydning i Finlands historie blev indledt. Denne artilleribeskydning, dens effektivitet, arbejdsgange og ammunitionsforbrug blev nøje undersøgt straks efter slaget, og det afstedkom en række forbedringer, som blev perfektioneret i slaget ved Tali-Ihantala. Straks efter at beskydningen var ophørt, krydsede 5. division Tuulos floden 7 km fra dens munding kl. 5 om morgenen. Overgangen over floden gik glat, men snart intensiveredes den russiske modstand. Den finske panserbataljon fulgte efter fortroppen og hjalp til med at nedkæmpe fjendens stillinger, og kystvejen blev afskåret kl. 11. Det sovjetiske modangreb startede kl. 13, og det lykkedes at omringe finnerne, som var rykket frem langs kystvejen. Omkring kl. 14, da situationen så alvorlig ud for finnerne, indsatte oberst Karhu reservedivisionen i kampen, og sammen med kampvogne lykkedes det dem at bryde omringningen omkring kl. 17.30, og i den følgende kamp blev de forsvarende styrker spredt, og finnerne nåede frem til bredden af Ladogasøen, hvorved de afskar tilbagetrækningsruterne for de styrker, som stadig lå mellem dem og Tuulos floden. I løbet af natten blev de omringede styrker nedkæmpet. I slaget blev Sovjets 3. Marinebrigade, 419. og 452. infanteriregiment rystet og delvis ødelagt. Vejen til Olonets lå åben.
Så snart gennembruddet var sikret, hastede Lagus-styrken igennem den 5. division mod Olonets som den erobrede den 5. september efter en kort ildkamp. Derfra rykkede den i løbet af natten mod floden Svir, og de første enheder nåede den kl. 5 om morgenen den 7. september.
Marttinen-styrken var adskilt fra Latus-styrken og den pansrede bataljon, og den rykkede østpå fra Olonets og erobrede den nordlige ende af jernbanebroen over floden Svir og afskar den vestlige linje af Murmansk jernbanen om morgenen den 8. september.
På venstre side af 5. division havde 17. division ikke den samme succes, og den sovjetiske 3. division kunne fastholde sine stillinger ved Säntämä. Længere mod nord gik det bedre for 17. division, og dens 13. infanteriregiment nåede Olonets-Petrozavodsk vejen om aftenen den 5. september. 34. infanteriregiment fortsatte sit fremstød sydpå langs vejen. Fra Olonets indledte 44. infanteriregiment, som var en del af Lagus-styrken, den 6. september en fremrykning nordpå mod Nurmoila, som blev taget den næste morgen. Det betød, at alle vejforbindelser fra den sovjetiske 3. division var afbrudt, og den brød hurtigt op fra Säntämä og forsøgte uden held at generobre Nurmoila. I løbet af den 7. september lykkedes det finnerne at erobre og holde vejen mellem Nurmoila og 34. infanteriregiment. Ved at efterlade deres køretøjer lykkedes det for det meste af den sovjetiske 3. division at bryde igennem de finske linjer den 8. september og krydse vejen østpå og således undslippe til de vejløse skove der.
17. division marcherede til floden Svir og begyndte at rydde begge bredder østpå fra jernbanebroen, hvor Murmansk-jernbanen krydser Svir. Den Røde Hær havde forstærket området med den nye 314. division, og den finske fremrykning var langsom, men den 22. september havde finnerne konsolideret et 5-10 km dybt og 40 km bredt brohoved på den sydlige bred af Svir.

## Petrozavodsk
Nord for 7. division forberedte 1. og 11. division et angreb langs Olonets-Petrozavodsk vejen. Som følge heraf var de allerede begyndt at erobre brohoveder på den anden side af floden Säpsänjoki den 31. august. Også her havde de sovjetiske styrker forberedt stillinger langs vejene, så finnerne besluttede at rykke frem gennem de vejløse skove og omringe de forsvarende sovjetiske tropper. Den 7. september lykkedes det at afskære Aunus-Petrozavodsk vejen nord for vejkrydset ved Prääsä, som blev taget den følgende dag. Det medførte, at den sovjetiske 272. division og 9. og 24. infanteriregiment blev afskåret fra deres forsyningslinjer. 1. division havde angrebet disse styrker, og den 7. september nåede den hovedvejen.
De sovjetiske styrker indledte et modangreb for at åbne vejen til Petrozavodsk fra begge sider mod vejspærringen ved Prääsä mellem den 11.-13. september, men det lykkedes ikke for dem. Det betød, at de sovjetiske styrker ikke havde anden mulighed end at efterlade deres tunge udstyr og trække sig tilbage gennem skovene mod øst, hvilket de gjorde i de følgende tre dage. Efter at området var renset for sovjetiske styrker, fortsatte 11. division angrebet den 20. september ved at rykke frem langs hovedvejen og afskære den for hver 2 km, og dermed tvang de forsvarerne til at opgive deres stillinger. Ved at rykke frem på denne måde nåede 11. division landsbyen Puoliväli den 24. september, 20 km fra Petrozavodsk.
I mellemtiden havde oberst Lagus samlet sine styrker ved jernbanebroen over floden Svir. Den 18. september genoptog han offensiven ved at angribe østpå langs floden til landsbyen Ostretsina, hvor han drejede nordpå til landsbyen Latva. Mellem den 15. og 20. september havde 7. division bygget over 30 km vej gennem moser og sumpede skove mod stationen i Latva, som lå ved Murmansk-jernbanen. Formålet med disse manøvrer var at gennemføre en dobbelt omringning af de sovjetiske forsvarere (3. sovjetiske division og nogle bataljoner), som havde forberedt stillinger langs jernbanen, og som blev forsynet af pansrede tog, som ikke kunne gennemtrænges af de finske antitankkanoner. Det finske angreb kom som en overraskelse, og jernbanen blev afskåret, og landsbyen Latva blev taget den 21. september. De omringede sovjetiske styrker begyndte straks at trække sig tilbage nordpå langs jernbanen, og ved hjælp af et pansertog lykkedes det dem at bryde igennem belejringen og trække sig tilbage nordpå den 22. september.
Lagus ventede ikke på, at kampen ved stationen i Latva skulle slutte, men beordrede to bataljoner under ledelse af oberstløjtnant Björkman til at angribe nordpå fra Latva, og den 24. september nåede de bredden af Onega-søen ved landsbyen Derevjannoje, og afbrød således den sidste forbindelse over land syd for Petrozavodsk.
Den 25. september beordrede Lagus Björkman til at afskære jernbanen igen i nærheden af Petrozavodsk, og den 27. september afskar han jernbanen ved Orsega. Den følgende dag var Björkman kun 4 km fra Petrozavodsk, da angrebet blev stoppet, fordi der var brug for styrkerne i Orsega, hvor de sovjetiske styrker forsøgte at bryde ud af omringningen. Den 29. september lykkedes det for de sovjetiske tropper at bryde gennem den finske frontlinje ved Orsega og rykke yderligere 5 km nordpå, inden finnerne stoppede dem. 7. division fulgte i hælene på de sovjetiske styrker, og den 30. september udbrød der heftige kampe ved Orsega.
9. infanteriregiment og 7. division angreb sydpå langs bredden af Onega søen og nåede floden Svir den 2. oktober. Den planlagte øjeblikkelige overgang over floden måtte udskydes, da de udmattede tropper nægtede at krydse floden i nattens mørke. Overgangen lykkedes den 6. oktober kl. 14, og i løbet at den følgende uge skabte 7. division et 10 km dybt brohoved på den sydlige side af Svir, indtil ankomsten af den 114. sovjetiske division stoppede den finske fremrykning, og alle tropper begyndte at forberede forsvarsstillinger.
Den 26. september havde 1. og 11. division fortsat deres angreb mod Petrozavodsk. De sovjetiske styrker erkendte den truende situation og begyndte at evakuere styrkerne fra Petrozavodsk, så da 11. division afskar hovedvejen og jernbanen nordpå fra Petrozavosk den 30. september, havde de fleste sovjetiske styrker allerede forladt byen. Byens sidste forsvarere blev evakueret over Onega søen, og finnerne indtog byen om morgenen den 1. oktober.
Den sovjetiske 3. division indså, at vejen nordpå var blokeret, og efter at have ødelagt dens tunge udstyr, herunder pansertoget, trak den sig tilbage til de vejløse skove og indledte en lang tilbagetrækning sydpå. Det finske 30. infanteriregiment indledte en forfølgelse, men efter to uger lykkedes det de sidste få hundrede mænd fra 3. division at undslippe over floden Svir.
På venstre side af 11. division rykkede 4. division frem langs Sortavala-Petrozavodsk jernbanen. Denne strækning var blevet kraftigt befæstet inden vinterkrigen, og fremrykningen var meget langsom, så 4. division var stadig 12 km fra Petrozavodsk, da byen faldt.
Længere nordpå var der Oinonen-styrken med 2. jægerbrigade og kavaleribrigaden med ordre til at rykke mod nordøst. Der var to veje, med den brede vejløse skov imellem, som Oinonen benyttede, så den 71, sovjetiske division besluttede at koncentrere sine styrker mod en af disse, og det lykkedes dem at presse 2. jægerbrigade næsten 10 km tilbage i et modangreb den 16. september, inden russerne blev tvunget til at trække sig tilbage, fordi angrebet fra kavaleribrigaden truede med at omringe dem. Oinonen-styrken fortsatte med at presse den 71. division og nåede Vatselänjärvi søen den 29. september og åbnede derved vejen østpå.

## Omtrent til Maaselkä
Efter erobringen af Petrozavodsk blev Karelen-hæren beordret til at fortsætte offensiven nordpå langs jernbanen og erobre den række af landtanger, som strækker sig op til floden Suununjoki. Den 1. division krydsede Petrozavodsk bugten til Kap Gromovskoje den 2. oktober og havde ryddet den sydlige del af området den 7. oktober. Den første landtange blev passeret af 4. division den 5. oktober, men fremrykningen gik langsomt på grund af henholdende aktioner fra det sovjetiske 1072. infanteriregiment, så 1. division påtog sig at gennemføre angrebet, og det angribende 5. infanteriregiment blev overført fra 4. division til 1. division. Det nye 29. infanteriregiment blev sendt fra Petrozavodsk for at hjælpe 1. division, og endelig den 18. oktober blev floden Suununjoki nået. Den 4. division fortsatte angrebet nordpå langs søens vestlige bred og efterlod kun små enheder til at sikre de næste to landtanger, indtil den nåede Oinonen-styrken, som var østpå til landtangen mellem Sunjärvi og Pälläjärvi søerne den 13. oktober. Angrebet fortsatte mod nord langs den vestlige bred af Pälläjärvi søen, og den 19. oktober erobrede 4. division vejkrydset ved Juustjärvi, hvilket åbnede vejen til Karhumäki, lige inden det sovjetiske 126. infanteriregiment nåede at passere krydset, hvilket tvang det til at efterlade sit tunge udstyr og trække sig tilbage nordpå gennem skovene.
Den 8. division var blevet overført fra det Karelske næs til Porajärvi, som var blevet erobret af Kuusjärvi brigaden den 12. oktober, da de sovjetiske tropper begyndte at trække sig tilbage fra deres forberedte stillinger, som var truet af 4. divisions fremrykning mod Juustjärvi. Den 15. oktober forstærkede 8. division Kuussaari brigaden og indledte et angreb over Suununjoki-floden, og den 18. oktober erobredes vejkrydset ved Jänkäjärvi søen, hvorfra den fortsatte mod Juustjärvi, hvor der blev skabt kontakt til 4. division den 20. oktober, og mod Seesjärvi søen, som blev nået den 19. oktober. Den 8. division fortsatte med at rydde den sydlige bred af Seesjärvi søen og erobrede landsbyen Maaselkä den første november, inden den måtte stoppe, da den stod over for den 289. sovjetiske division. Angrebet startede igen efter tre ugers forberedelse den 21. november, og det lykkedes at presse forsvarerne tilbage mod søens bredder, hvor de trak sig tilbage over den frosne sø den 28. november. Det lykkedes heller ikke at erobre jernbanestationen ved Maaselkä, da den nye sovjetiske 263. division nåede frem til stationen lige før finnerne. Da det stod klart, at offensiven ikke kunne fortsætte til målet – jernbanestationen – blev 8. division beordret til at forberede defensive stillinger.
Erobringen af Juustjärvi truede højre flanke for de sovjetiske styrker, som forsvarede den østlige bred af floden Suununjoki. Så 4. division forstærket med 45. infanteriregiment fik ordre til at rykke frem til Onegasøens bred og isolere de sovjetiske styrker der. Angrebet blev indledt den 20. oktober og den 24. oktober blev landsbyen Mäntyselkä ved den sydlige ende af Semsjärvi søen erobret, men angrebet kom ikke længere. 26. infanteriregiment fik ordre til at omringe fjenden ved at gå rundt om søen, og om morgenen den 27. oktober lykkedes det at tage landsbyen Kumsa, hvilket afskar den sovjetiske forbindelse bagud og tvang styrkerne til at trække sig tilbage. I mellemtiden var det 45. infanteriregiment rykket frem ad skovstier og forbedrede dem, så motoriserede køretøjer kunne benytte ruten, og nåede jernbanen i nærheden af Käppäselkä station den 27. oktober. I løbet af de næste to dage lykkedes det dem at erobre stationen og et pansertog, som sad fast ved stationen.

## Hvidehavskanalen
På samme tid, 27. oktober, begyndte hovedoffensiven over Suununjoki-floden, og kavaleribrigaden etablerede et brohoved. Den næste dag krydsede også 2. jægerbrigade floden og begyndte at rykke frem mod Kontupohja, mens kavaleribrigaden drejede nordpå for at skynde sig rundt om Santalanjärvi søen. Den følgende dag krydsede også 1. division floden, og sammen med 2. jægerbrigade indledte de angrebet mod Kontupohja, men det første uforberedte angreb slog fejl, og finnerne stoppede op for at forberede et nyt. Den sovjetiske 313. division, som forsvarede Kontupohja, havde bemærket, at yderligere finske enheder truede dens forbindelsesveje nordpå, så den begyndte at trække sig tilbage fra Kontupohja om aftenen den 2. november lige inden den planlagte finske offensiv næste morgen. Finnerne erobrede og nedbrændte byen inden midnat og fortsatte med at forfølge de retirerende sovjetiske styrker, men selv om kavaleribrigaden havde afskåret jernbanen og hovedvejen nordpå, lykkedes det den sovjetiske division at undslippe ved at bruge en hastigt bygget vej mellem hovedvejen og søens bred.
Situationen var imidlertid forbedret for forsvarerne, da frontens længde var blevet afkortet, og den var forankret i begge ender til søerne. Forstærkninger havde forbedret styrkeforholdet: Der var 3 finske divisioner og to brigader overfor fire sovjetiske divisioner og en brigade. Bakkerne syd og vest for byen Karhumäki dannede naturlige forsvarsstillinger, som blev udbygget med omfattende befæstninger, dér hvor den finske fremrykning stoppede den 8. november.
I løbet af de næste to uger testede finnerne forsvarslinjen, og den 21. november indledte 1. division et angreb, som drev en 5 km dyb kile ind i de sovjetiske stillinger, inden det blev stoppet. På nordsiden af Karhumäki måtte 4. division stoppe blot 4 km fra byens centrum den 19. november. Den fornyede offensiv indledtes den 29. november, og den gennembrød de ydre linjer vest for byen den 2. december. I mellemtiden nåede generalmajor Lagus' 1. jægerbrigade frem til fronten og tog del i offensiven den 4. december. Næste morgen gennembrød 4. division de sovjetiske linjer fra nord, mens 1. jægerbrigade gennembrød dem sydfra og rykkede mod byen. 2. jægerbrigade fulgte lige efter Lagus' mænd og begyndte at rydde byen, mens 1. jægerbrigade hurtigt fortsatte østpå mod Poventsa, som den nåede næste dag og dermed lukkede Hvidehavskanalen. Små enheder krydsede kanalen og fortsatte nogle få kilometer, inden de vendte tilbage til Poventsa, hvor de blev beordret til at indtage en defensiv position. Om natten den 8. december sprængte sovjetiske pionerer sluserne ved kanalen, og den heraf følgende flodbølge løb over de beskyttende bredder ved Poventsa, og nogle få mænd druknede.

## Rukajärvi
Nord for Karelen-hæren fik den finske 14. infanteridivision under oberst E. Raappana ordre til at rykke frem til Rukajärvi. Dette område blev forsvaret af det sovjetiske 337. infanteriregiment (fra 54. infanteridivision) og 73. grænsegendarmstyrker, og også her havde forsvarerne forberedt et 15-20 km dybt område med feltbefæstninger.
De første patruljer krydsede grænsen den 1. juli, og den generelle fremrykning startede den 3. juli. Det lykkedes for forsvarerne at forsinke den finske fremrykning, og man var henne ved den 8. juli, inden finnerne erobrede Repola. Fremrykningen fortsatte den 11. juli, hvor finnerne krydsede Lieksajärvi søen og begyndte at omringe de sovjetiske tropper, som forsvarede den smalle landtange. Omringningen var tilendebragt den 21. juli, og da sovjetiske forsøg på at bryde omringningen blev afvist den 23. juli, begyndte man at evakuere styrker over Roukkulanjärvi-søen. Evakueringen var ikke en fuld succes, da over 100 mand druknede ,og 300 blev taget til fange, da Omelia lommen endelig overgav sig den 24. juli.
Da finnerne ikke havde nogle lette enheder til rådighed, rykkede de langsomt østpå, og de næste slag blev udkæmpet om kontrollen med Ontrosenvaara bakkerne mellem den 30. juli og 12. august. Den sovjetiske 54. division havde bragt forstærkninger frem, herunder dele af 137. infanteriregiment og 71. grænsegendarmstyrke, og da disse styrker ikke var tilstrækkelige til at stoppe det finske angreb, beordrede den sovjetiske 7. arme den nyformerede 27. division til området. Det viste sig, at sovjetstyrkerne havde omhyggeligt forberedte stillinger på Rukavaara-bakken blot nogle få kilometer østpå, og de retirerende styrker bemandede disse stillinger og stoppede den finske fremrykning her i tre uger. Den 3. september angreb finnerne, omringede bakken og tvang dens forsvarere til at forlade deres stillinger den 8. september. Landsbyen Rukajärvi blev taget den 11. september, og floden Onkajoki blev krydset den 15. september. Efter at være rykket blot 24 km frem nåede finnerne de sovjetiske stillinger, som ikke kunne tages i en fart. Selv om regimentets mål ikke blev nået, var det mål, som Mannerheim havde opstillet, blevet nået med erobringen og sikringen af Rukajärvi, så 14. division blev beordret i defensiven.